# Nuha Marong
Nuha Marong Krubally (* 16. Juni 1993 in Santa Coloma de Farners, Spanien) ist ein spanisch-gambischer Fußballspieler, der als Stürmer für den malaysischen Super-League-Klub Penang spielt. Der gebürtige Spanier vertritt die Nationalmannschaft Gambias.

## Karriere

### Verein
Marong wurde in Santa Coloma de Farners, Girona, Katalonien als Sohn gambischer Eltern geboren und spielte als Jugendlicher für CE Farners, CD Blanes, Penya Barcelonista de Lloret und CF Lloret. Mit letzterem Verein gab er in der Saison 2011/12 sein Debüt als Senior in den regionalen Ligen.
Am 26. Juni 2013 wechselte Marong zur Segunda-División-B-Mannschaft UE Llagostera. Er wurde während der Saison kaum eingesetzt, erzielte aber insbesondere den Siegtreffer beim 3:1-Heimsieg gegen Gimnàstic de Tarragona in den Play-offs, was seinem Team den ersten Aufstieg in die Segunda División sicherte.
Anschließend absolvierte Marong Leihstationen bei den Tercera División-Klubs UE Sant Andreu und Elche CF Ilicitano und erzielte für letzteren die besten 21 Tore seiner Karriere. Am 13. Juli 2016 wechselte er zu einer anderen Reservemannschaft, CA Osasuna B, in die dritte Liga.
Am 24. Juni 2017 unterschrieb Marong bei Atlético Saguntino, noch in der dritten Liga. Am folgenden 17. Mai schloss er sich CD Castellón für die Play-offs der vierten Liga an und stimmte anschließend am 6. Juli einem Vertrag mit CD Atlético Baleares zu.
Am 9. Juli 2019 stimmte Nuha einem Vierjahresvertrag mit Racing de Santander zu, der gerade in die Segunda División aufgestiegen war. Am 9. Januar 2020 wurde er von Granada CF unter Vertrag genommen, der ihn zunächst zur Reservemannschaft, dem Club Recreativo Granada, schickte.
Im Jahr 2022 unterschrieb Nuha beim bangladeschischen Verein Bashundhara Kings. Am 18. Mai half er dem Team, den Auftakt der Gruppenphase des AFC Cup 2022 mit 1:0 Vorsprung gegen den maledivischen Verein Maziya S&RC im Salt Lake Stadium zu gewinnen.
Am 29. August 2022 zog Marong nach Indien und unterschrieb beim I-League-Klub Rajasthan United einen Vertrag über die gesamte Saison. Er war Teil des Baji Rout Cup-Sieges des Teams in Odisha. Im Januar 2023 trennte sich Morang vom Verein.

### Nationalmannschaft
Marong wurde am 6. Februar 2019 in die Nationalmannschaft von Gambia berufen. Sein Debüt gab er am 22. März in einem Qualifikationsspiel zum Afrika-Cup gegen Algerien.